# 1980年夏季奥林匹克运动会哥斯达黎加代表团
1980年夏季奥林匹克运动会哥斯达黎加代表团是哥斯达黎加派出的1980年夏季奥林匹克运动会代表团。